# Gaspard Monge
Gaspard Monge, bá tước Péluse (9 tháng 5 năm 1746  – 28 tháng 7 năm 1818) là một nhà toán học, nhà cách mạng người Pháp và được coi là cha đẻ của hình học hoạ hình. Trong cuộc Cách mạng Pháp, ông đã tham gia vào việc cải cách toàn bộ hệ thống giáo dục, thành lập Trường Bách khoa Paris. Ông cũng từng là bộ trưởng Thủy quân trong thời gian diễn ra cuộc cách mạng.

## Thời niên thiếu
Monge sinh tại Beaune, Côte-d'Or. Ông tốt nghiệp trường dành cho cộng đồng Công giáo dòng Các cha diễn thuyết tại Beaune, sau đó tốt nghiệp trường trung học của dòng này ở Lyon. Tại đó, vào năm 16 tuổi, chỉ một năm sau khi bắt đầu học vật lý, ông đã là trợ giảng. Trở về Beaune trong một kì nghỉ, ông đã có những dự tính ở quy mô lớn cho thị trấn như tạo ra những phương pháp để quan sát và xây dựng những thiết bị cần thiết. Dự án này được trình lên thị trấn, tuy nhiên bị xếp vào thư viện. Một viên sĩ quan công binh đọc được văn bản này nên đã viết thư giới thiệu Monge với sĩ quan chỉ huy ở trường quân sự tại Mézières. Ông được nhận vào làm thợ vẽ kĩ thuật và học sinh của trường thực hành trong trường quân sự, mà theo dòng dõi quý tộc thì ông không đủ tiêu chuẩn vào trường. Kĩ năng của ông được đánh giá cao.

## Sự nghiệp khoa học
Năm 1768 Monge trở thành giảng viên toán học, đến năm 1771 là giảng viên vật lý tại Mézières. Năm 1780 ông trở thành thành viên của Viện hàn lâm. Tình bạn thân thiết của ông với Berthollet bắt đầu từ thời gian này. Năm 1783, sau khi rời Mézières, Monge được bổ nhiệm làm giám khảo cho các ứng viên hải quân, thay thế cho Bézout mới mất. Mặc dù bị bộ Thủy quân lệnh phải soạn một giáo trình hoàn thiện về toán học, ông từ chối làm điều đó, vì nó sẽ tước đi nguồn thu nhập duy nhất của bà quả phụ Bézout là bán các tác phẩm của chồng mình. Năm 1786, ông viết và xuất bản Tiểu luận sơ cấp tĩnh học.

## Công việc
Monge đóng góp (1770–1790) cho Memoirs of the Academy of Turin, Mémoires des savantes étrangers của Học viện thuộc Paris.

## Dịch vụ công cộng

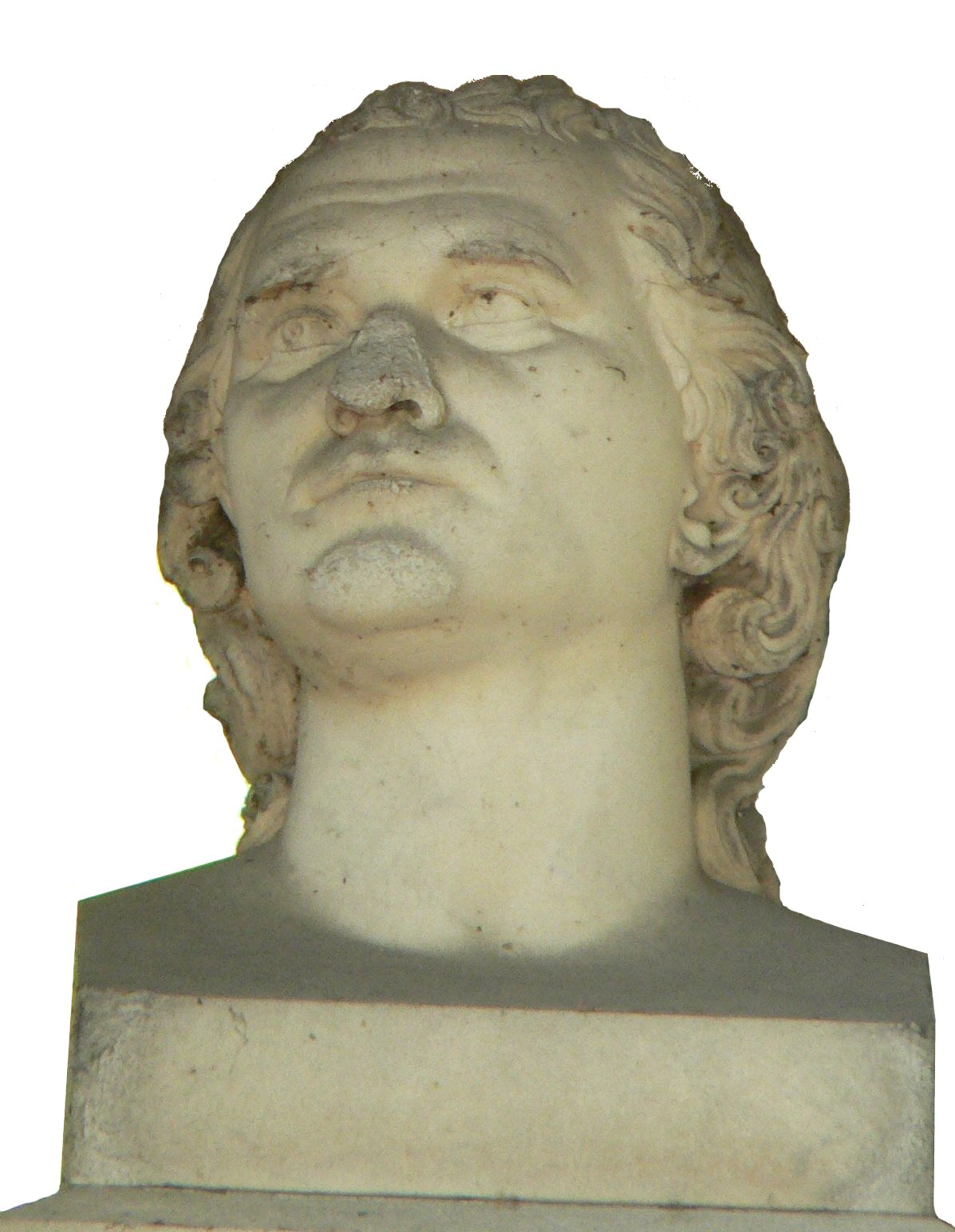
Tượng bán thân của Monge tại Nghĩa trang Père-Lachaise ở Paris

Năm 1792, khi Hội đồng điều hành lập ra Quốc hội lập pháp, Monge chấp nhận lời mời làm bộ trưởng bộ Thủy quân và nắm giữ vị trí này từ 10 tháng 8 năm 1792 đến 10 tháng 4 năm 1793. Khi Ban Cứu nước ra lời kêu gọi các nhà bác học đóng góp công sức để hỗ trợ sản xuất trang thiết bị cần thiết cho quốc phòng, Monge đã tự mình tham gia toàn bộ các hoạt động này, và hoạt động không biết mệt mỏi. Tại thời điểm này ông đã viết Description de l'art de fabriquer les canons (Miêu tả về nghệ thuật sản xuất súng đại bác) và Avis aux ouvriers en fer sur la fabrication de l'acier (Ý kiến với các công nhân ngành sắt về việc sản xuất thép).
Monge mất ngày 28 tháng 7 năm 1818 ở Paris và được an táng trong một lăng mộ ở Nghĩa trang Père-Lachaise. Sau này thi hài ông được chuyển vào Điện Panthéon.

## Đời tư
Năm 1777, Gaspard Monge cưới một goá phụ trẻ tên Catherine Huart (1747-1846). Họ có với nhau ba con gái:
- Émilie (1778-1867), lấy nghị sĩ Nicolas-Joseph Marey. Trong số các con của họ có tướng Guillaume Stanislas Marey-Monge
- Louise (1779-1874), lấy Joseph Eschassériaux, người tham gia giết vua Louis XVI
- Adélaïde (1780-1783), mất từ nhỏ

Ngoài ra Monge còn có một con gái ngoài giá thú
- Élisabeth Catherine Huart, lấy Jean Simon Champy, có hậu duệ là Geoffroy Chodron de Courcel, một trong những lãnh đạo lực lượng giải phóng Pháp trong thế chiến thứ hai

## Vinh danh

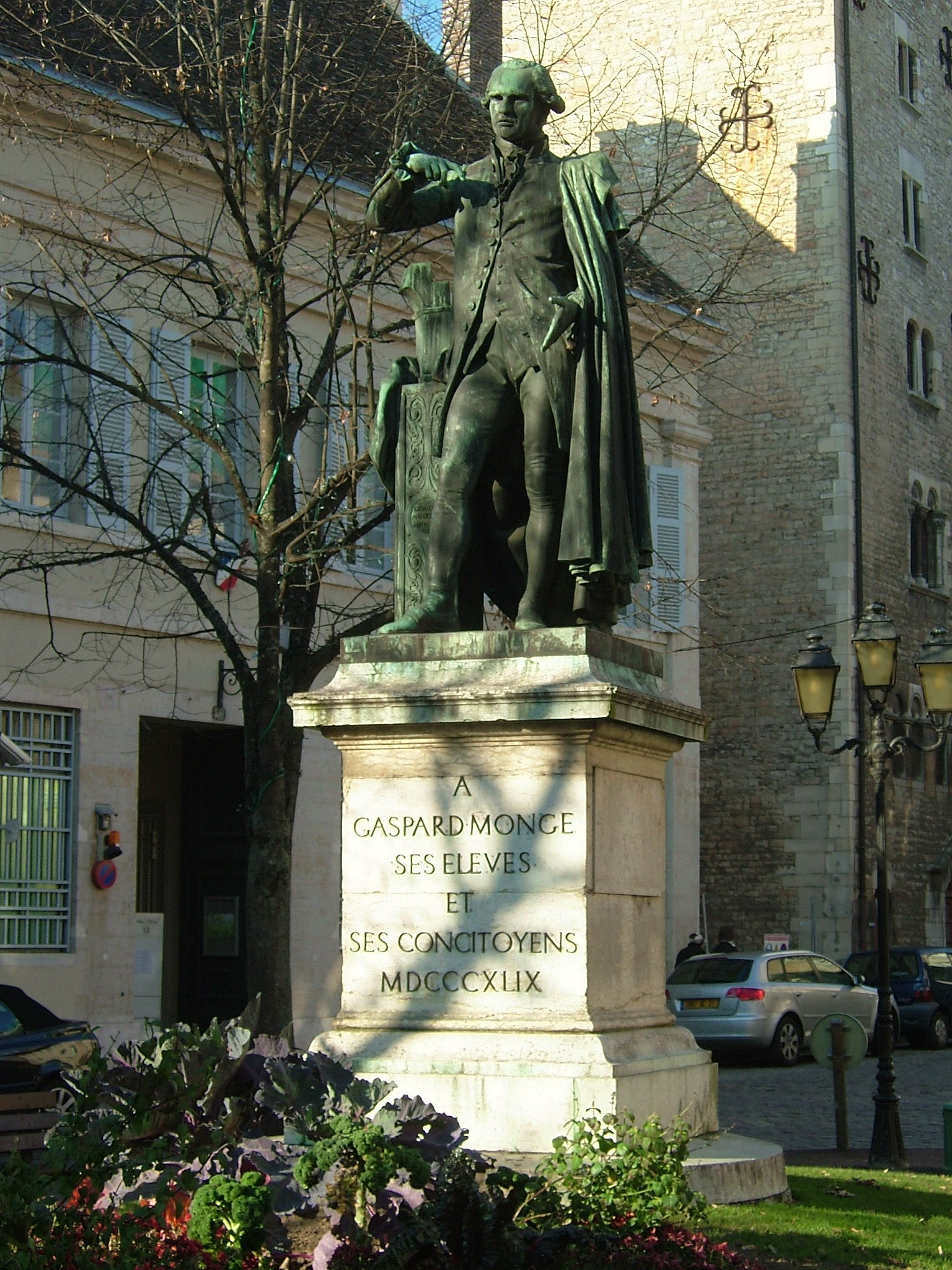
Tượng của Monge ở Beaune, dựng năm 1849

- Tên ông được khắc trên tháp Eiffel.
- Tháng 12 năm 1989, thi hài ông được chuyển vào Điện Panthéon.
- Các học trò cũ của ông đã đóng góp để dựng một bức tượng của ông do Rude điêu khắc ở Beaune năm 1849, tại một quảng trường giờ mang tên ông.